# Mangelia ceroplasta
Mangelia ceroplasta é uma espécie de gastrópode do gênero Mangelia, pertencente a família Mangeliidae.